# Боспорське царство (золота монета)
«Боспо́рське ца́рство» — золота пам'ятна монета номіналом 100 гривень, випущена Національним банком України, присвячена Боспорському царству (VI ст. до н. е. — IV ст. н. е.) — одній з античних держав Північного Причорномор'я, що виникло як об'єднання грецьких міст-колоній на берегах Керченської протоки зі столицею в Пантікапеї, яке регулярно карбувало свої монети.
Монету введено в обіг 28 липня 2010 року. Вона належить до серії «Античні пам'ятки України».

## Опис монети та характеристики
| Номінал грн. | Метал            | Маса, г      | Діаметр, мм | Якість виготовлення | Гурт | Тираж, штук |
| ------------ | ---------------- | ------------ | ----------- | ------------------- | --- | ----------- |
| 100          | золото 900 проби | 31,1 / 34,56 | 32,0        | пруф                | гладкий із заглибленими написами: позначення металу, його проби — Au 900, маси в чистоті — 31,1 г та логотипом Монетного двору | 3 000       |

### Аверс
На аверсі монети розміщено: угорі малий Державний Герб України, під яким рік карбування монети — «2010», стилізований напис півколом «НАЦІОНАЛЬНИЙ БАНК УКРАЇНИ», унизу номінал — «100/ГРИВЕНЬ»; по центру зображено фрагмент руїн Пантікапею на тлі реконструкції міста, праворуч і ліворуч від якої — сфінкси.

### Реверс
На реверсі монети на дзеркальному тлі зображено вітрильник, під яким дельфіни і декоративні меандрові стрічки, що символізують воду, з обох боків — стилізована забудова античного міста; угорі на рельєфному тлі — золота пантікапейська монета статер, під якою напис — «БОСПОРСЬКЕ ЦАРСТВО».

## Автори

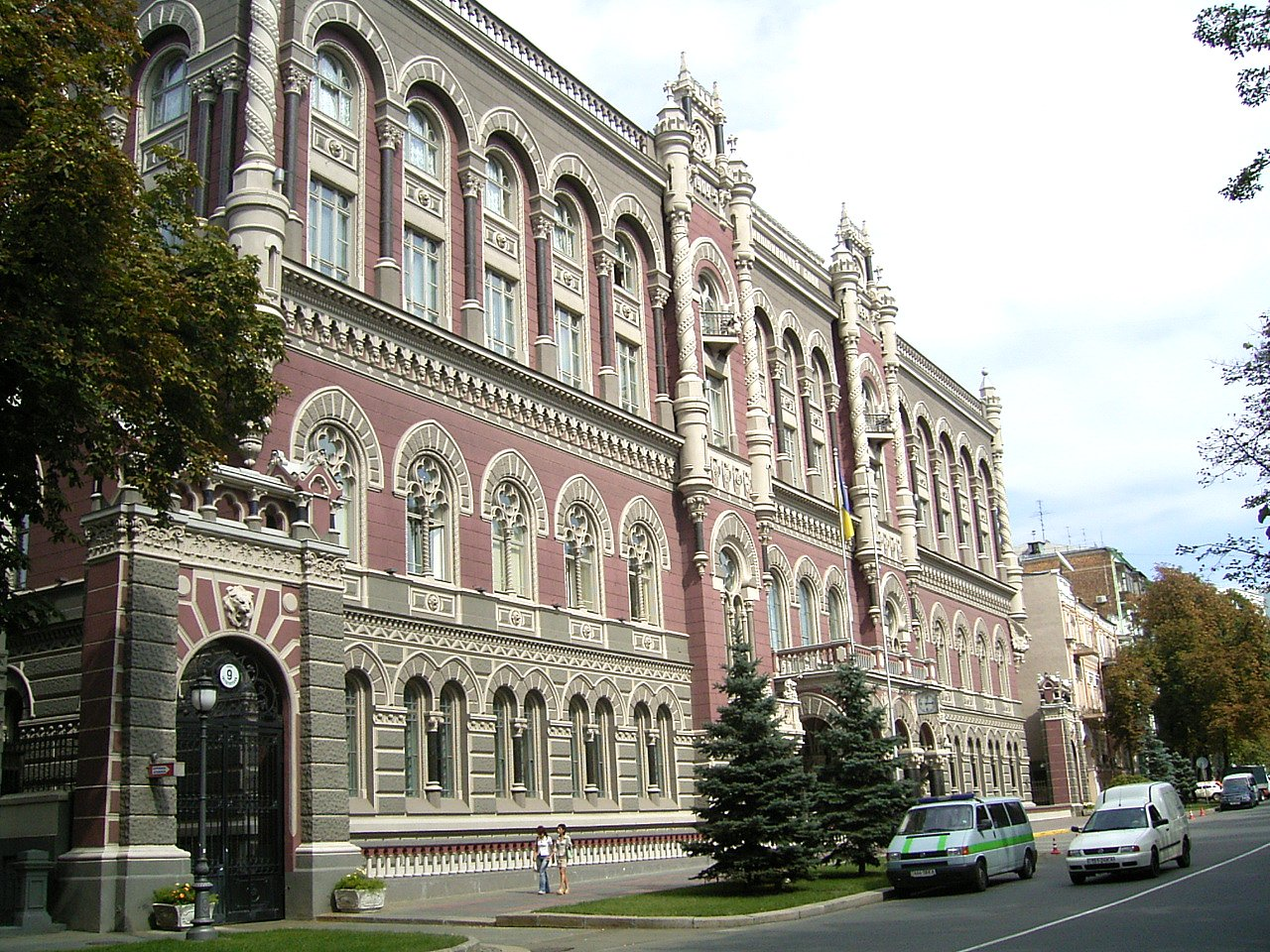
Будівля Національного банку України

- Художники: Володимир Таран, Олександр Харук, Сергій Харук.
- Скульптори: Володимир Дем'яненко, Анатолій Дем'яненко.

## Вартість монети
Ціна монети — 15252 гривень була вказана на сайті Національного банку України в 2011 році.
Фактична приблизна вартість монети, з роками змінювалася так:
| Рік        | 2010   | 2011   | 2012   | 2013   | 2014    | 2015    | 2016   | 2017   | 2018   | 2019   |
| ---------- | ------ | ------ | ------ | ------ | ------- | ------- | ------ | ------ | ------ | ------ |
| Ціна, грн. | 15 250 | 16 000 | 17 500 | 17 500 | 19 100  | 36 000  | 42 000 | 50 000 | 47 000 | 46 000 |
| Рік        | 2020   | 2021   | 2022   | 2023   | 2024    | 2025    |        |        |        |        |
| Ціна, грн. | 56 000 | 60 000 | 68 000 | 95 000 | 114 000 | 150 000 |        |        |        |        |